# Amenophis (Goldschmied)
Amenophis (auch Imenemipet) war ein altägyptischer Goldschmied („Vorsteher der Goldschmiede“), der während der 20. Dynastie (1186/85–1070/69 v. Chr.) tätig war.
Ein Goldschmied mit dem Namen Amenophis ist heute noch von zwei Inschriften auf Objekten bekannt, wobei nicht sicher ist, ob es sich dabei um denselben oder verschiedene Goldschmiede mit dem Namen handelt. Zum einen findet sich der Name auf einem Uschebti, das in Theben gefunden wurde. Laut diesem lebte er in Deir el-Medina und war an der Ausgestaltung von Gräbern im Tal der Könige beteiligt. Die zweite Erwähnung findet sich auf einer Stele, deren Fundort heute nicht mehr bekannt ist und die heute im Ägyptischen Museum in Kairo aufbewahrt wird.